# Oberbilstein
Die Hofstelle Oberbilstein ist ein Ortsteil der Gemeinde Lindlar, Oberbergischen Kreis im Regierungsbezirk Köln in Nordrhein-Westfalen (Deutschland). 

## Lage und Beschreibung
Oberbilstein liegt im südwestlichen Lindlar im Tal des Bachs Sülz. Nachbarorte sind Wallerscheid, Kalkofen, Berghausen und Georghausen. Südlich des Orts erhebt sich mit 238,6 m der Leienberg.

## Geschichte
Die Topographia Ducatus Montani des Erich Philipp Ploennies, Blatt Amt Steinbach, belegt, dass der Wohnplatz bereits 1715 eine Freihof war, der als Belstein beschriftet ist. Carl Friedrich von Wiebeking benennt die Hofschaft auf seiner Charte des Herzogthums Berg 1789 als Belstein. Aus ihr geht hervor, dass der Ort zu dieser Zeit Teil der Honschaft Tüschen im Kirchspiel Hohkeppel des Gerichts Keppel war.
Aufgrund § 10 und § 14 des Köln-Gesetzes wurde 1975 die Gemeinde Hohkeppel aufgelöst und umfangreiche Teile in Lindlar eingemeindet. Darunter auch Oberbilstein.

## Busverbindungen
Die nächste Haltestelle ist Kalkofen. Dort verkehrt der SB42 nach Lindlar bzw. Bensberg und Köln Hbf. An Schultagen verkehren dort ferner die Linie 421 (RVK) nach Bergisch Gladbach bzw. Lindlar und 401 nach Lindlar bzw. Kürten.